# Juan Urquiza
Juan Alberto Urquiza (Marcos Juárez, Argentina; 5 de febrero de 1959) es un exfutbolista y entrenador argentino de fútbol nacido en 1959.

## Trayectoria

### Como futbolista
Jugó para Argentinos Juniors, pero una lesión lo hizo abandonar su carrera, retirándose a los 23 años.

### Como entrenador
Se inició como entrenador dirigiendo las divisiones inferiores del Club Renato Cesarini en Argentina. Después como ayudante de Jorge Solari en Argentino Juniors, Tiro Federal y Huachipato de Chile.

#### Trayectoria en Ecuador
En 2003 llegó a Ecuador como asistente técnico de Jorge Solari en el Barcelona Sporting Club de la Serie A, pero un percance lo hizo regresar de manera inmediata a la Argentina. Sin embargo al año siguiente regresa al club canario para hacerse cargo del equipo principal, logrando jugar la Copa Libertadores 2004, pero siendo eliminado en la primera ronda.
En 2006 fue contratado por Liga de Portoviejo de la Serie B, pero dejó el equipo a mediados de 2007 para hacerse cargo del Macará con el cual terminó la temporada salvando la categoría. En 2008 fue puesto al mando de Emelec pero dejó el bombillo en el mes de abril debido a los malos resultados cosechados.
También se desempeñó como profesor en el Instituto Tecnológico Superior de la Federación Ecuatoriana de Fútbol (FEF).
En 2013 llegó al Deportivo Quevedo en reemplazo de Raúl Duarte, para ayudarlo a no descender de la Serie A, pero dicho objetivo no sería logrado ya que lo dejó comprometido con el descenso, pese a ello fue contratado como nuevo entrenador del Olmedo.
En 2015 ascendió a Clan Juvenil a la Serie B.
El 31 de marzo de 2016 asumió el cargo de entrenar nuevamente a Liga de Portoviejo en la Serie B, pero rennució luego de dirigir al equipo en cuatro ocasiones sin conocer la victoria.

## Clubes
| Club                  | País    | Año         |
| --------------------- | ------- | ----------- |
| Barcelona             | Ecuador | 2004        |
| Liga de Portoviejo    | Ecuador | 2006        |
| Macará                | Ecuador | 2007        |
| Emelec                | Ecuador | 2008        |
| Técnico Universitario | Ecuador | 2010        |
| Deportivo Quevedo     | Ecuador | 2013 - 2014 |
| Olmedo                | Ecuador | 2014        |
| Clan Juvenil          | Ecuador | 2015        |
| Liga de Portoviejo    | Ecuador | 2016        |